# Magpul PDR
Il Magpul PDR ("Personal Defense Rifle") è un prototipo di Pdw bullpup camerata per il 5,56 × 45 mm NATO, realizzato dalla Magpul Industries ed attualmente in fase di sviluppo.
È stata concepita allo scopo di creare un'arma bullpup che potesse rimpiazzare, mantenendo un unico calibro, pistole mitragliatrici, la M9 e gli M4 in dotazione allo United States Army.

## Storia
Presentato al pubblico nel 2006. Sebbene lo sviluppo sia stato interrotto nel 2011, l'arma si è guadagnata l'attenzione internazionale grazie alle sue idee rivoluzionarie e al suo look futuristico.

## Aspetti tecnici
Il PDR è una delle poche armi ad utilizzare un proiettile da fucile d'assalto per semplificare le questioni logistiche. L'arma è operata tramite pistone a corsa corta, con funzioni ambidestre sia per espulsione che per l'operazione.
La versione ultracompatta PDR-C (Compact) presenta un'impugnatura analoga a quella del P90, mentre la variante PDR-D (Direct) impiega un'impugnatura a pistola analoga a quella dell'austriaca Steyr TMP.